# Fridolin Paravicini
Fridolin Paravicini (* 25. September 1742 in Glarus; † 11. Juli 1802 in Triest) war ein Schweizer Offizier und Ratsherr in Glarus.

## Biografie
Paravicini war der Sohn von Maria Katharina Zweifel und Bartholome Paravicini, Feldscher, evangelischer Seckelmeister und Ratsherr in Glarus. Er war zweimal verheiratet, zuerst mit Maria Bossy und ab 1766 mit Jakobea Emilia Hallewyn, Frau von Hornette, Tochter des Jakob, Hofrats zu Brabant. Er war reformierten Glaubens.
Er trat in die Schweizer Garde ein, wurde 1762 Unterleutnant, 1767 Leutnant und 1781 Hauptmann der Schweizer Garde in Holland. 1789 wurde er Oberst. Paravicini beteiligte sich 1794 an den Gefechten von Landrecies und Fleurus gegen die Franzosen.
Nach der Entlassung aus dem Garderegiment kehrte er 1796 in die Schweiz zurück. Beim Einmarsch der Franzosen 1798 wurde er Befehlshaber des 1. Glarner Piketts zur Unterstützung Berns und im April 1798 Kommandant des rechten Flügels der eidgenössischen Truppen. Paravicini wurde im  Gefecht von Wollerau (30. April 1798) verwundet, floh und wanderte 1801 nach Triest aus.